# Le Vanneau-Irleau
Le Vanneau-Irleau là một xã thuộc tỉnh Deux-Sèvres trong vùng Nouvelle-Aquitaine phía tây nước Pháp. Xã này nằm ở khu vực có độ cao trung bình 30 mét trên mực nước biển.